# Кукарка (Омская область)
Кукарка — село в Седельниковском районе Омской области. Административный центр Кукарского сельского поселения.

## География
Стоит у слияния рек Большой Болгун и Малый Болгун в реку Болгун (левый приток р. Уй).

## История
В 1928 г. центр Кукарского сельсовета Седельниковского района Тарского округа Сибирского края.

## Население
| 1926 | 2010 |
| ---- | ---- |
| 878  | ↘345 |

### Гендерный состав
По данным Всероссийской переписи населения 2010 года в гендерной структуре населения из 345 человек мужчин — 158, женщин — 187 (45,8 и 54,2 % соответственно).

### Национальный состав
В 1928 г. основное население — русские.
Согласно результатам переписи 2002 года, в национальной структуре населения русские составляли 96 % от общей численности населения в 409 чел..

## Инфраструктура
Личное подсобное хозяйство. В 1928 г. состояла из 161 хозяйства
Основа экономики — сельское хозяйство.
Кукарская ООШ.

## Транспорт
Деревня доступна автотранспортом. Остановка общественного транспорта на автодороге регионального значения 52 ОП РЗ К-32 «Тобольск — Тара — Томск», участок Тара — Седельниково.